# Фальяс
Фа́льяс (исп. Las Fallas, вал. Les Falles) — праздник Валенсийского сообщества на востоке Испании, проводится с 15 по 19 марта ежегодно. Праздник проходит не только в столице сообщества — Валенсии, но и других его городах и окрестностях. Фальяс — праздник огня, поэтому на всём его протяжении можно видеть фейерверки, постоянно взрывают петарды, называемые «масклета».
30 ноября 2016 года праздник Валенсии — Фальяс — был включён во Всемирный каталог нематериального наследия человечества.

## История происхождения
Само название происходит от лат. fax — факел. Считается, что празднование и сожжение деревянных изделий проводилось в память о Святом Иосифе, муже девы Марии, который был плотником, а также то, что специальные фигуры для сожжения начали сооружать в XVIII веке. В XX веке их стали делать из папье-маше, усложняются ритуалы, окружающие праздник.
Истоки праздника восходят к старинным традициям плотников, которые отмечали приход весны сжигая деревянный хлам и отходы производства 19 марта в день Сан Хосе. Со временем этот обычай соединился с европейской традицией сжигать чучело зимы. Файи перестали быть кучей ненужного хлама и на деревянных помостах стали появляться куклы (Ninot), одетые в королевские одежды и изображающие сатирические сцены. Первое упоминание о Фальяс (Las Fallas) датируется 1740 годом: муниципалитет Валенсии запрещает бросать деревянные куклы в огонь на узких улицах города. В 1851 году мэрия постановила проводить предварительную политическую цензуру. Надзор продолжался до 1870 года.
Праздник является амальгамой истории Валенсии, традиций, религии и сатиры.

## Празднование
Подготовки ведутся заранее, в них участвуют профессиональные художники и скульпторы. Помимо сжигания традиционных деревянных поделок к параду ещё создаются и марионетки. «Ciudad del Artista Fallero» это место в Валенсии, где находятся самые крупные мастерские. Любой желающий может пройти мимо и увидеть, как мастера создают ниноты (так называются их марионеточные фигуры) из дерева и других материалов, и красят их в насыщенные тона. Из созданных фигур затем выстраивается так называемая сцена-монумент, falla.
В начале февраля каждая группа участвующих выставляет свои марионетки отдельно на показ, где люди, посещающие выставку, могут увидеть их и затем голосовать за понравившуюся до наступления дня La Plantà, то есть «посадки», которая происходит 15 марта.
Пятнадцатого числа марионетки возвращаются обратно и собираются в монументы, сценам придают завершающие штрихи в виде ярких лампочек и освещения, плакатов и прочих деталей. Нинот, больше всего понравившийся публике, будет единственным, который не попадёт на костёр.
Как марионетки, так и люди, участвующие на параде, могут предстать в виде известных личностей. Их вид и представление могут быть сатирой на политику или другие актуальные темы в мире. Таким образом, собранный монумент бывает в сопровождении своих «человеческих марионеток»
Участвующие, ещё в феврале, собираются у Башни Серранос, известного исторического памятника Валенсии, где проходит яркое шоу и выбирается Королева Фестиваля, которая объявляет о предстоящей фиесте и приглашает всех участвовать.

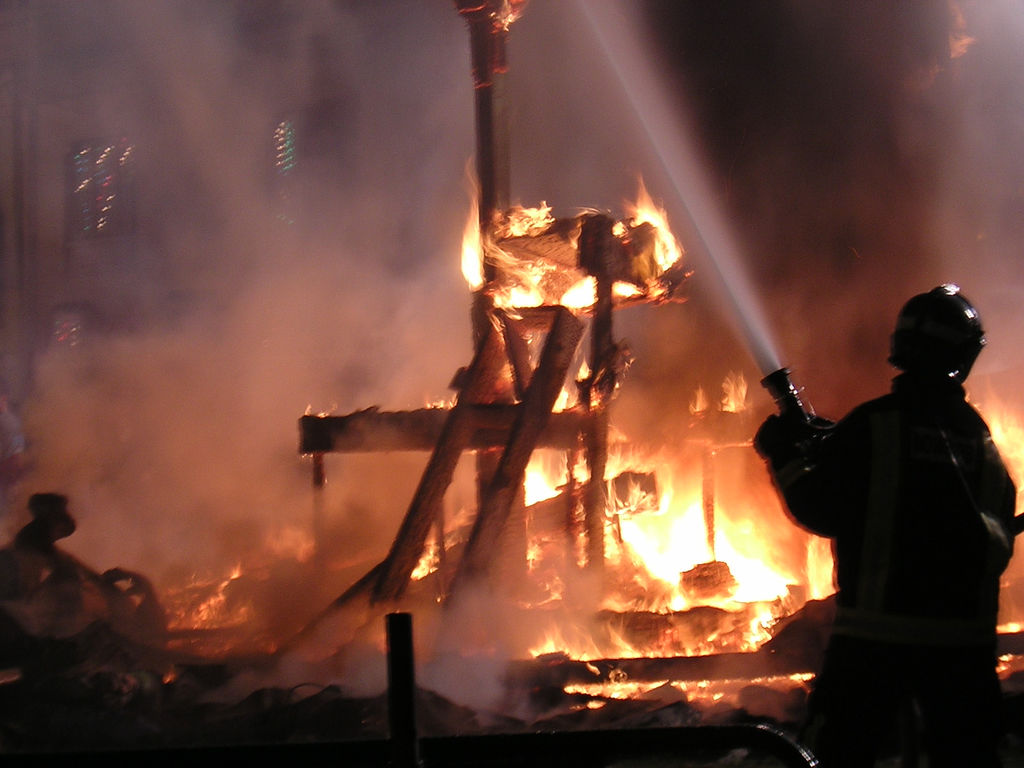
«Cremà» — сожжение

Фальяс проходит под аккомпанемент ярких и шумных пиротехнических шоу. Все начинается с «despertà», или пробуждения, когда в каждый день фестиваля в 8:00 утра гремят хлопушки, «пробуждая» город. В полдень производят взрывы «mascletà», которые напоминают больше концерт, поставленный из звуков пороха и взрывов. Сотни петард взрываются, одновременно производя потрясающий шквал. Вечера же бывают освещены разнообразными фейерверками.

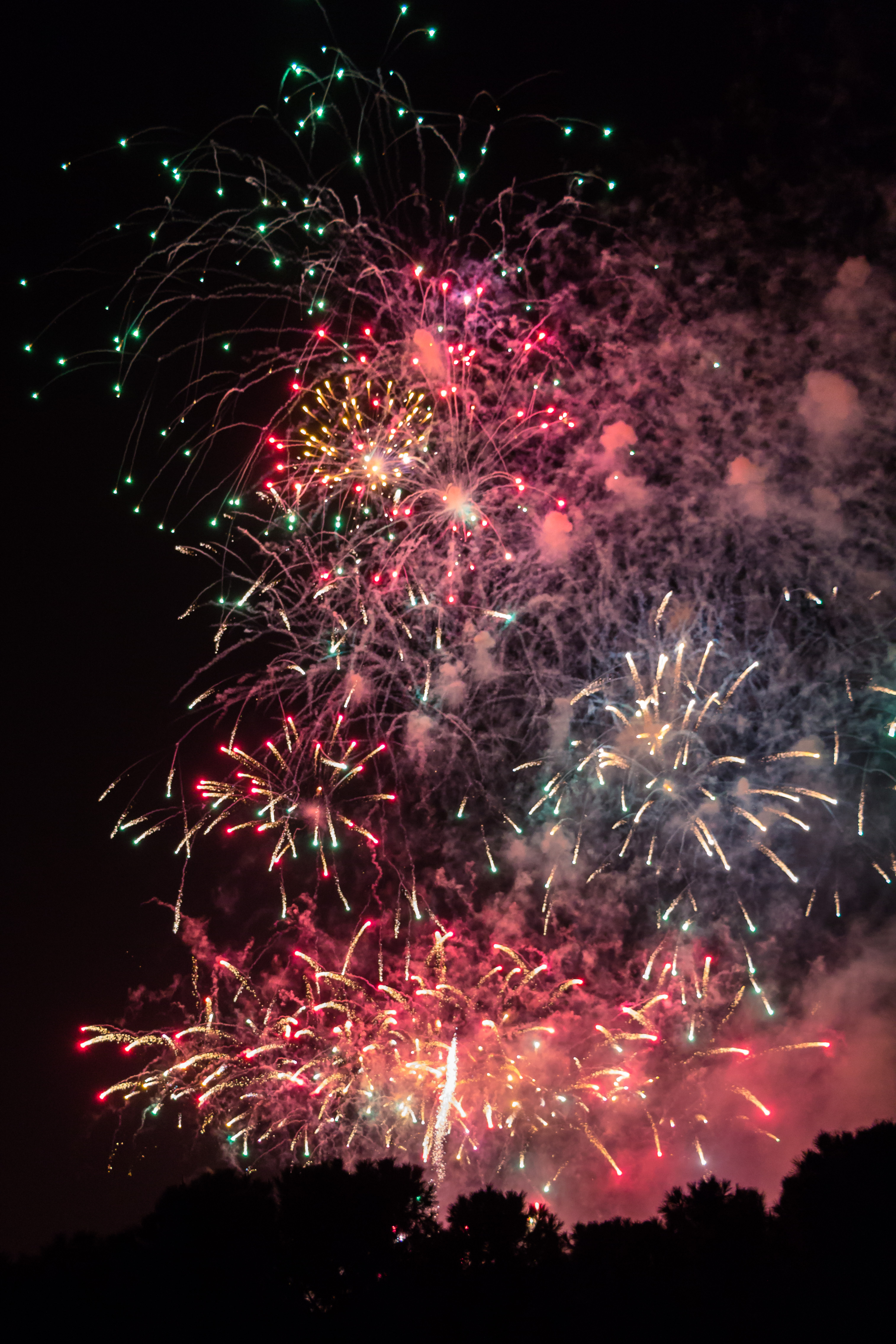
«Nit del Foc» — ночь огня

По улицам ходят труппы музыкантов, люди, наряженные в яркие традиционные костюмы, маршируют кавалькады. Пёстрые гирлянды, разноцветные лампочки и фонарики разных форм украшают город и его окрестности, которые светятся днём и ночью благодаря искусным эффектам освещения.
Религиозной данью в праздник является событие, которое происходит два дня, 17-18 марта, из-за большого количества собирающихся. «L’Ofrena de flors» или предложение цветов, где все участвующие приносят корзинки с пёстрыми и красивыми цветами, собранными в интересные композиции и выкладывают их у изображения святой хранительницы Валенсии — девы Марии.

### Конец праздника
С ночи 18 по 19 число проходит «Nit del Foc», что в переводе означает Ночь Огня. Это последнее и самое крупное пиротехническое шоу за весь Фальяс. Огромное количество фейерверков, пороха, ярких взрывов знаменует наступление самого главного и завершающего события праздника.
«Cremà», то есть сожжение, происходящее 19 числа, является финальным представлением и знаменует закрытие фестиваля. В эту ночь по всему городу горят построенные для торжества монументы из кукол, исключая выбранного. Вместе с этим в пламя бросаются вещи, которые люди считают плохими или приносящими неудачу, таким образом, избавляясь от них и воодушевляя себя на новые начинания в этом году.
Огонь, являющийся основным звеном в торжестве, угасает, знаменуя конец праздника Фальяс.

## Галерея

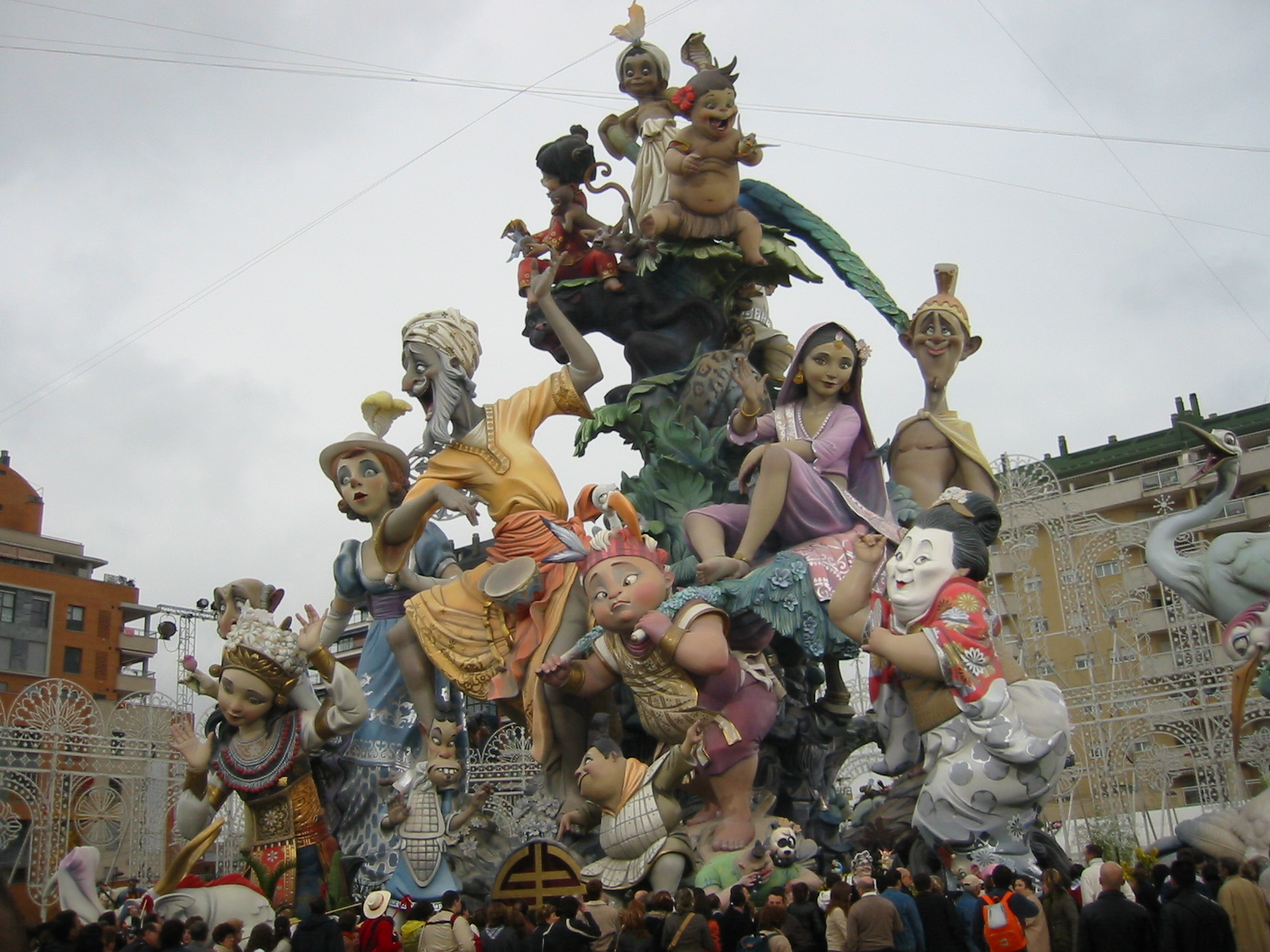
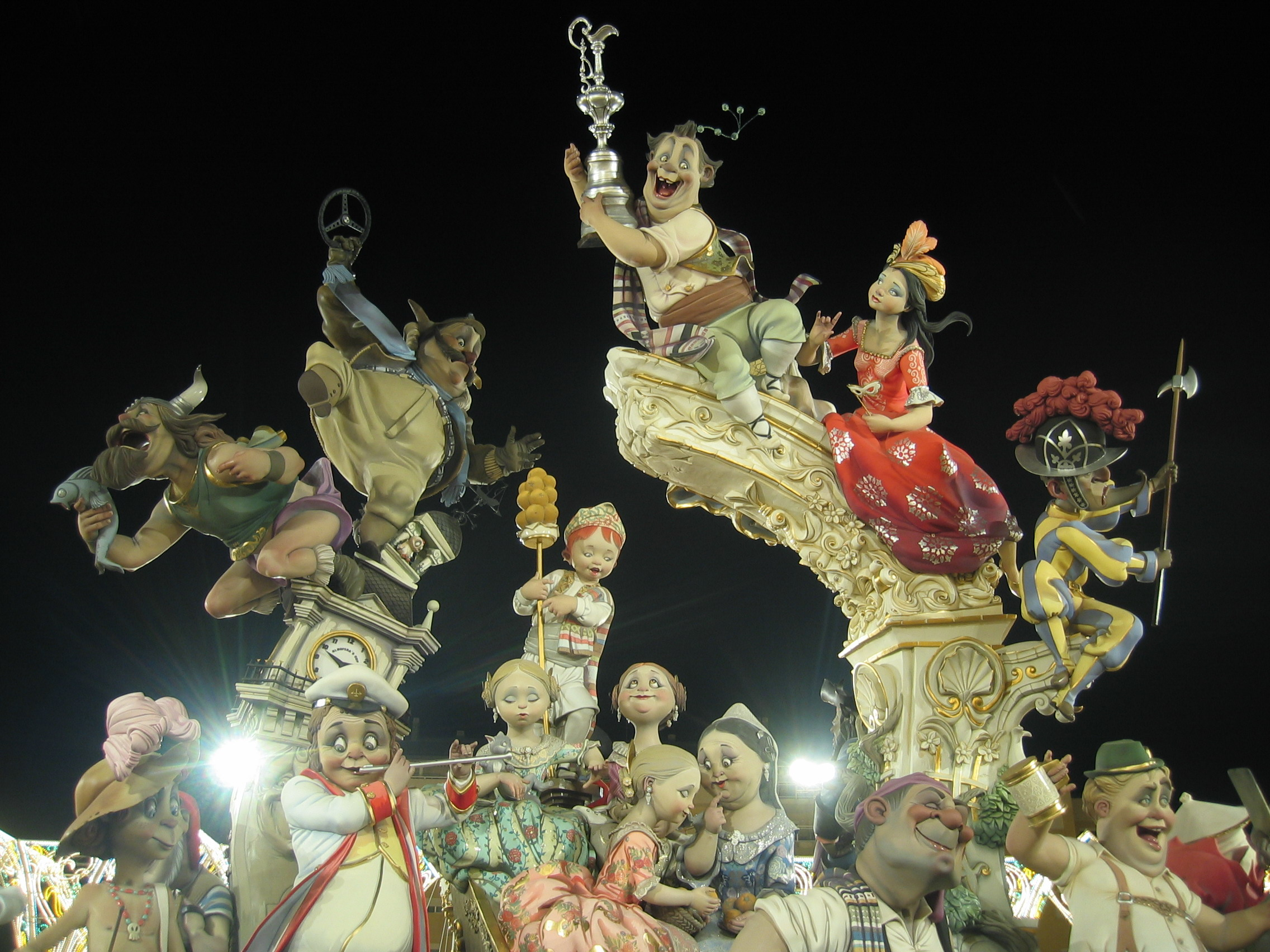
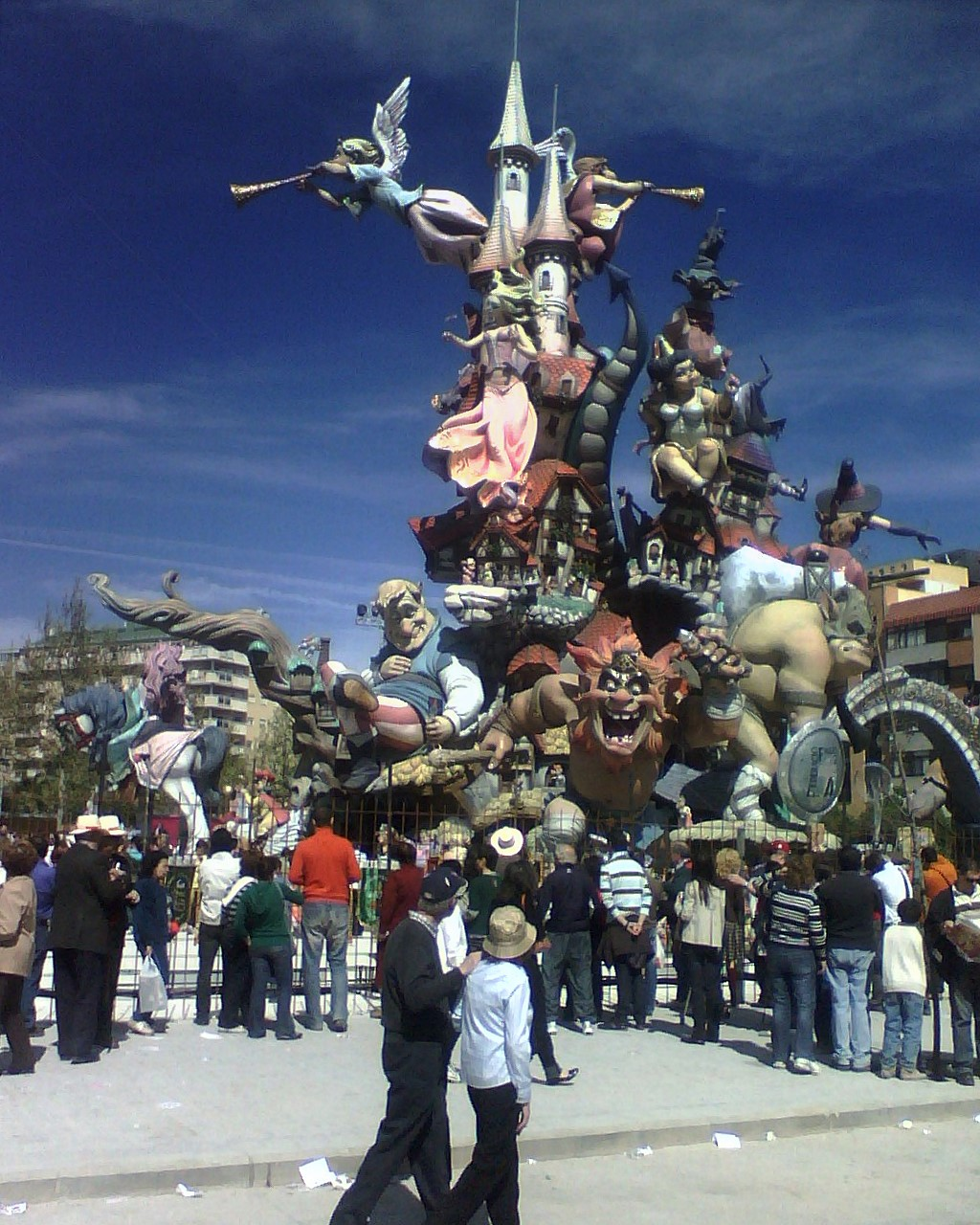
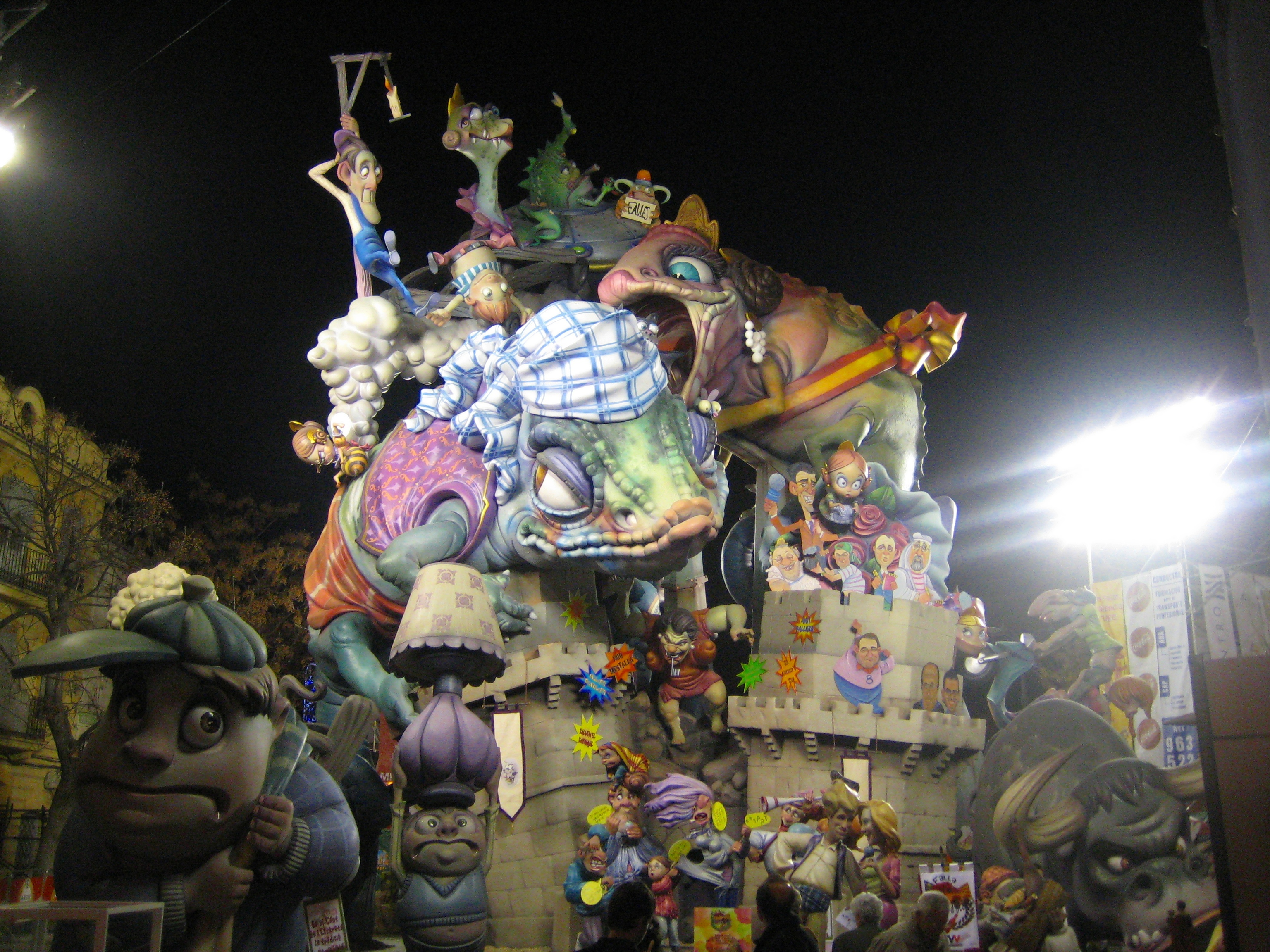
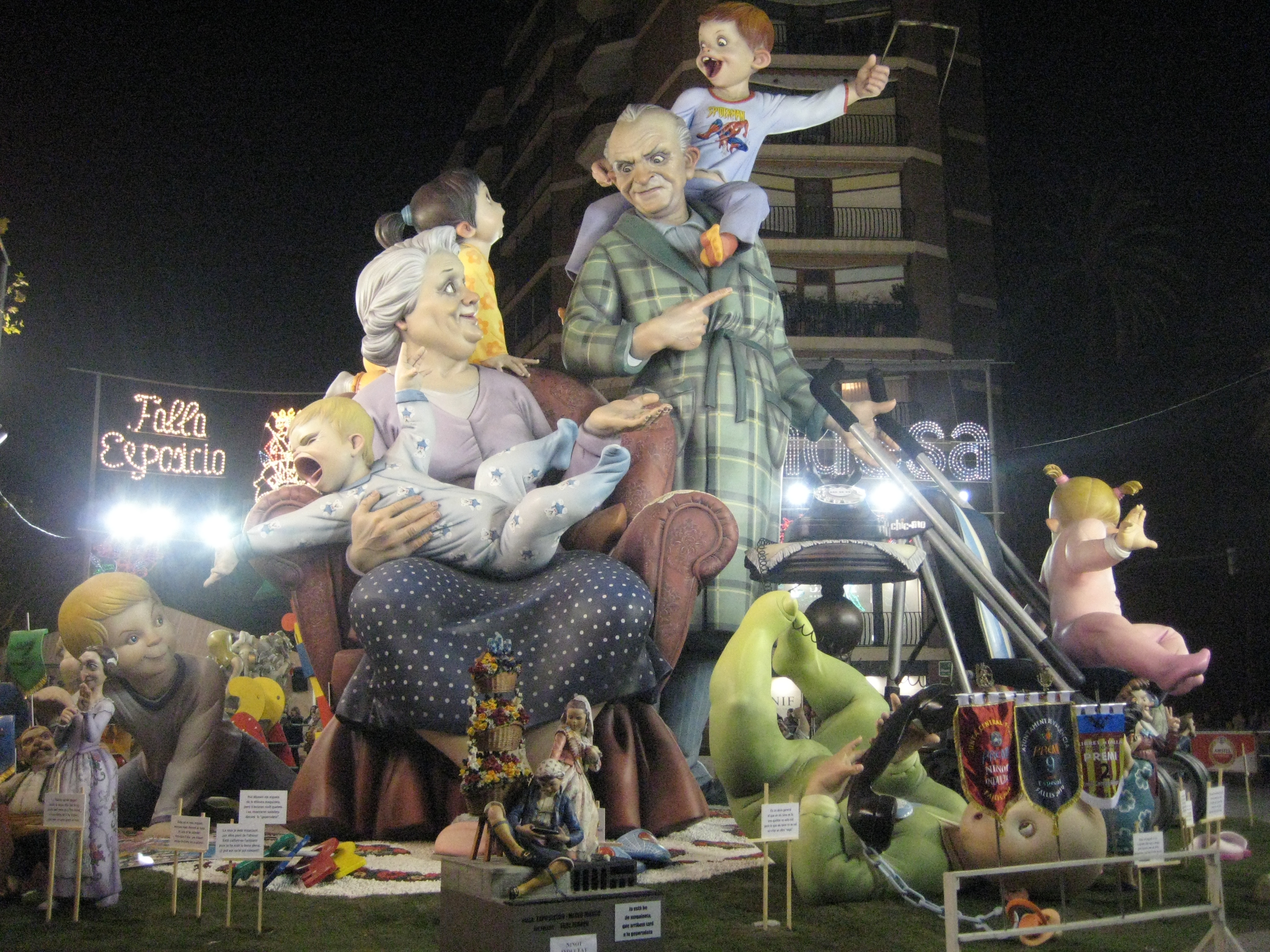
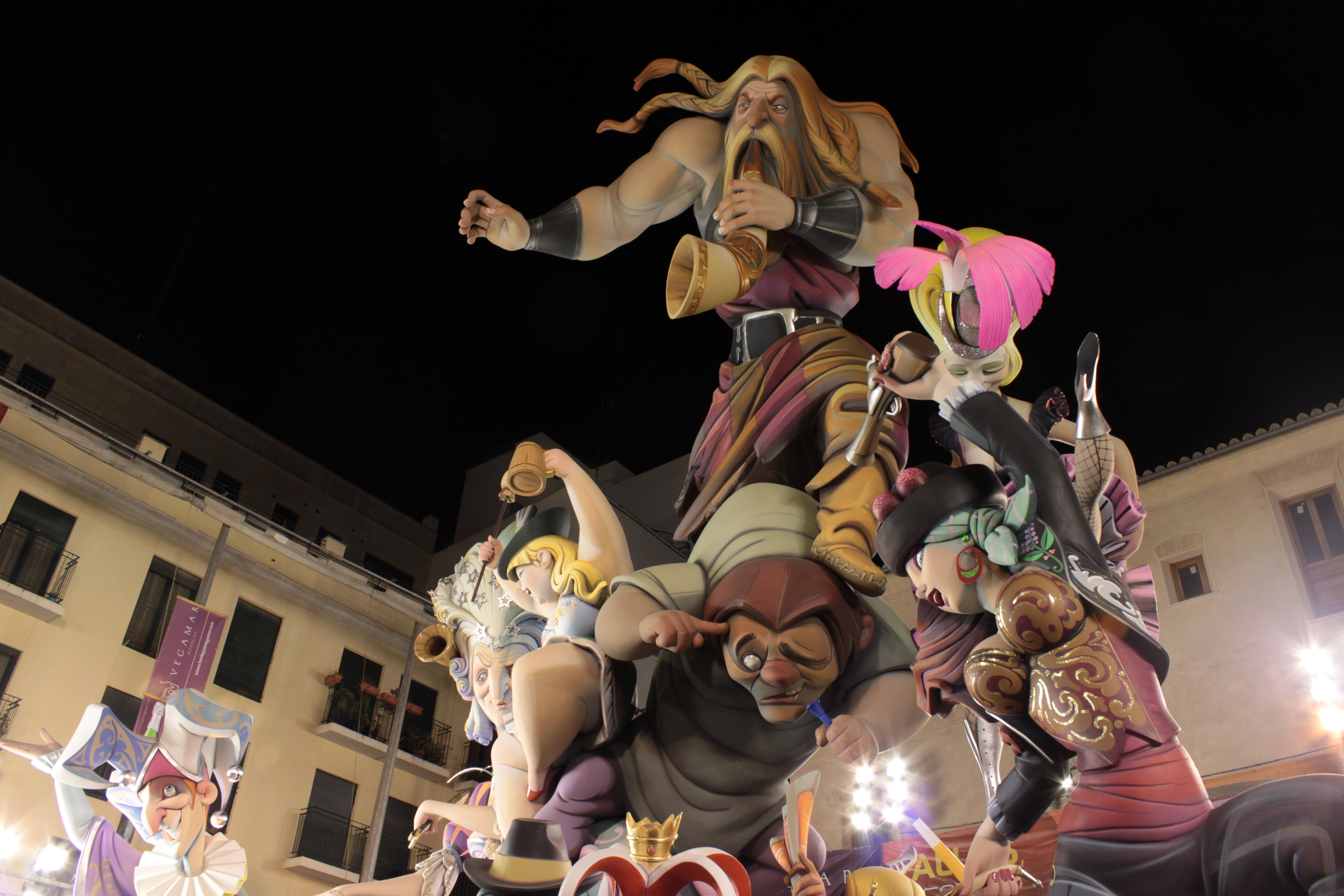
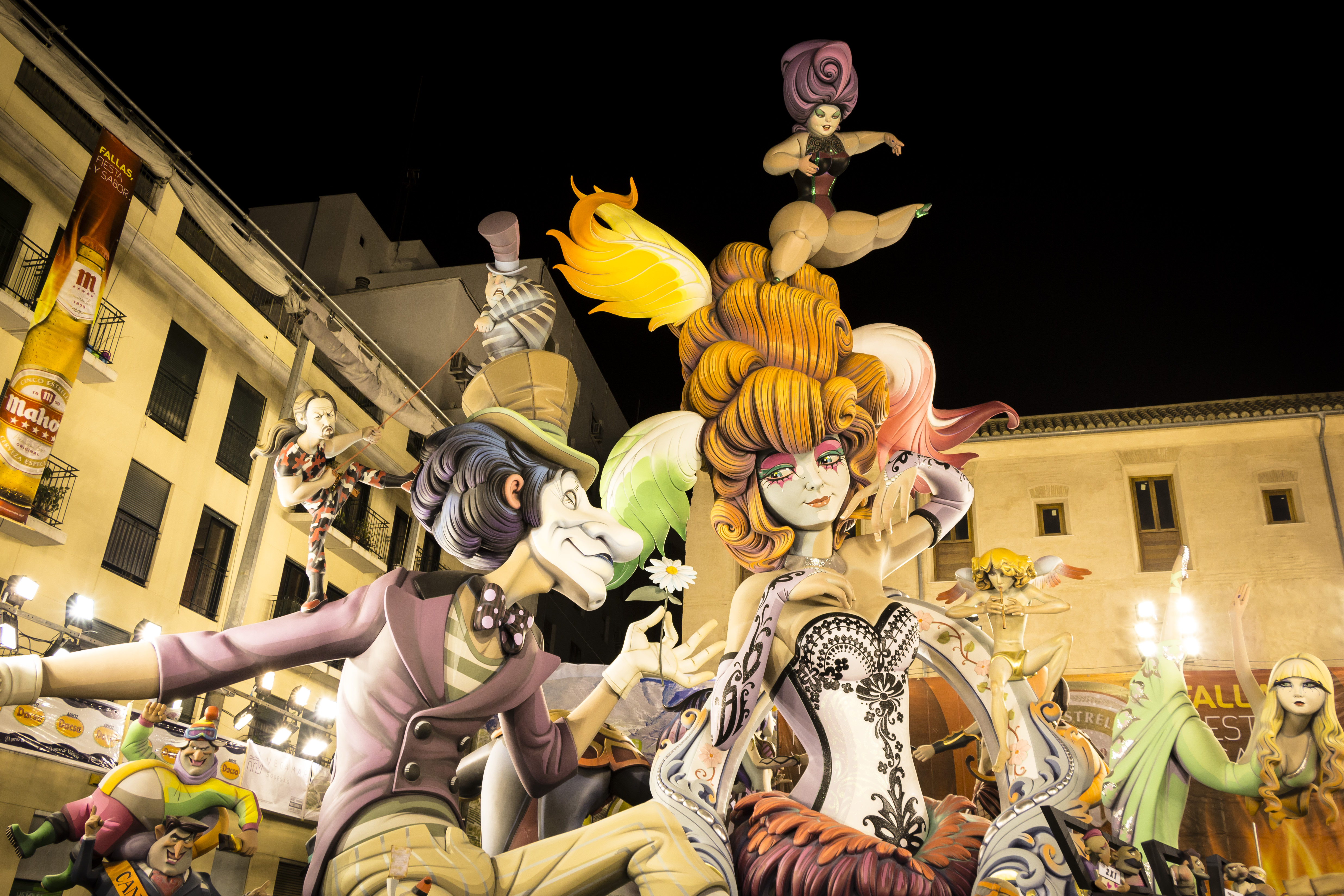
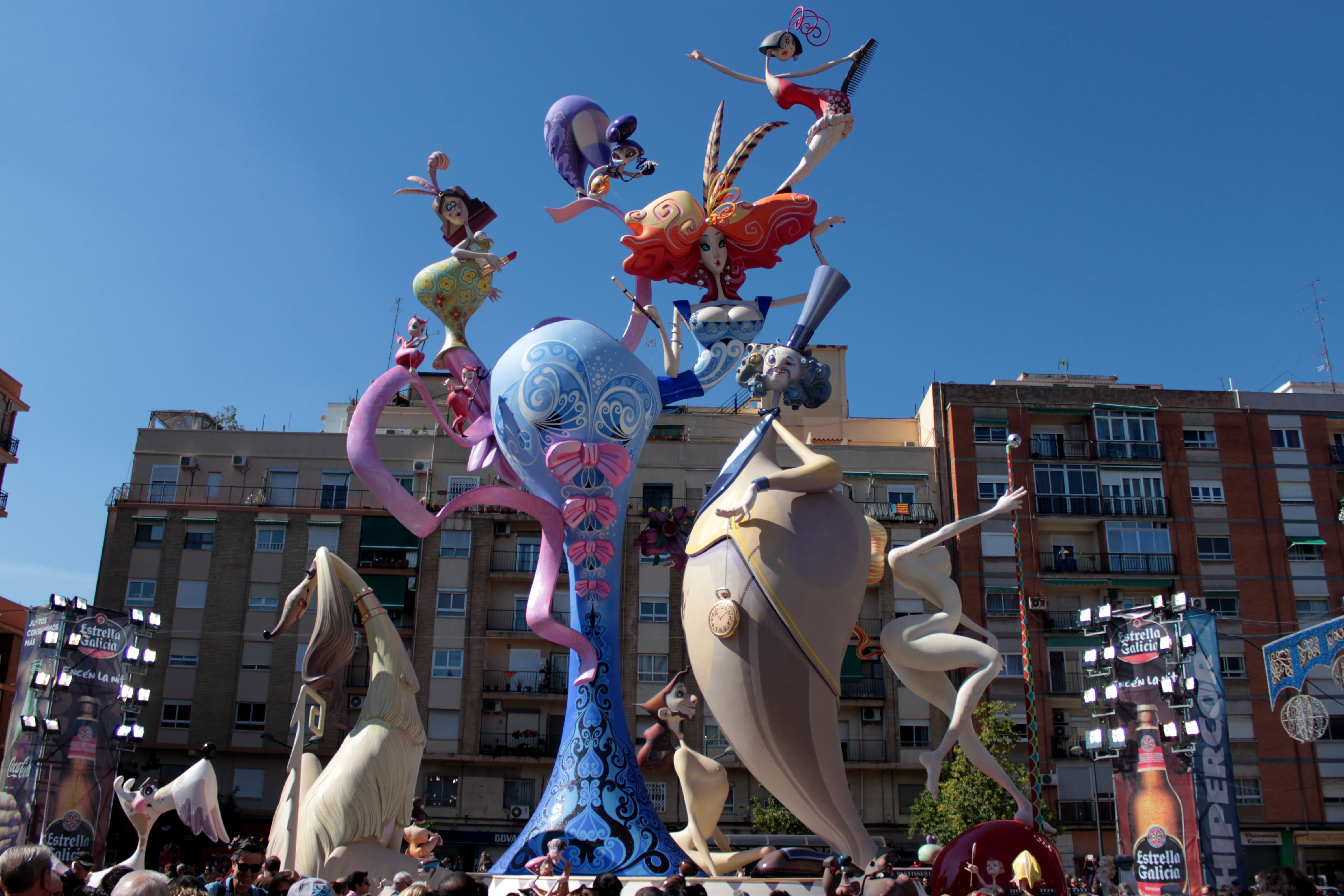